# Konstantin Petrowitsch von Kaufmann

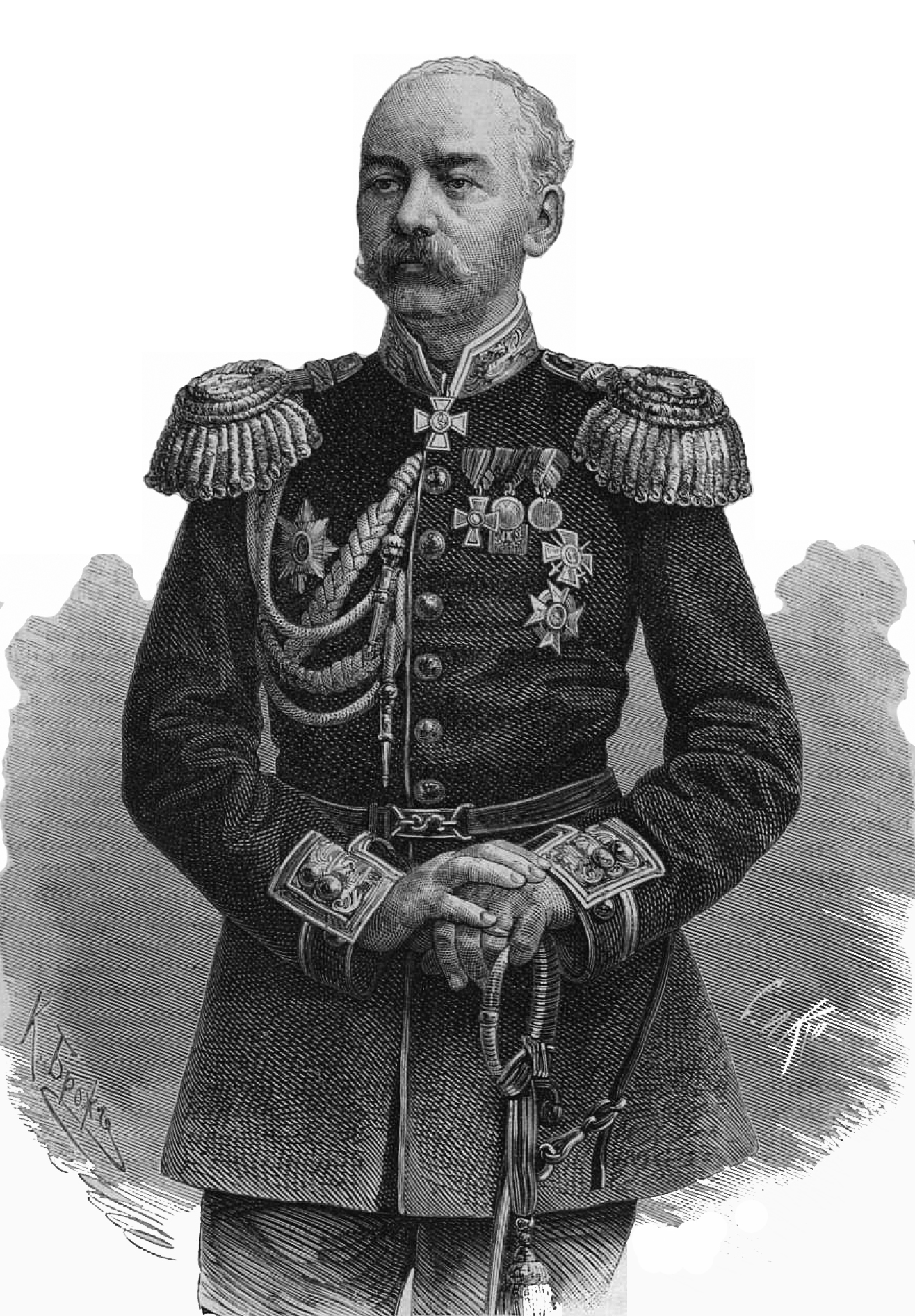
Konstantin Petrowitsch von Kaufmann

Konstantin Petrowitsch von Kaufmann (russisch Константин Петрович (фон) Кауфман; * 19. Februarjul. / 3. März 1818greg. in Maidany bei Dęblin; † 4. Maijul. / 16. Mai 1882greg. in Taschkent) war ein General der russischen Armee und Gouverneur von Turkestan.

## Leben
Von Kaufmann war Sohn eines russischen Generals aus einer holsteinischen Familie. Nach dem Abschluss an der Militärisch ingenieurtechnischen Universität in Sankt Petersburg 1839 diente er ab 1844 im Kaukasus. Im Krimkrieg war er 1855 an der Belagerung und Einnahme von Kars beteiligt. 1864 wurde von Kaufmann zum Generaladjutant befördert, 1865 zum Generalgouverneur der Nordwestregion (Северо-Западный край) und Militärgouverneur von Vilnius und 1867 zum Militärgouverneur von Turkestan ernannt.
Als Oberkommandierender der russischen Truppen des Turkestanischen Militärbezirkes leitete er die Kampfhandlungen gegen das Emirat Buchara (Eroberung von Samarkand 1868) und das Khanat Chiwa (Besetzung von Chiwa 1873). Kaufmann schloss Verträge mit dem Khan von Chiwa und dem Emir von Buchara, welche Russland die faktische Kontrolle über das Gebiet um den Amudarja einbrachten. Infolge wurde er 1874 zum General der Ingenieurtruppen ernannt.
In den Jahren 1874–76 wurde unter von Kaufmanns Kommando der Aufstand im Khanat Kokand (Einnahme von Kokand 1875) niedergeschlagen und dessen Gebiet als Teil der neuen Oblast Fergana an das Russische Reich angeschlossen. Die gesamten russischen Erwerbungen in Zentralasien wurden zu einem Generalgouvernement Turkestan vereinigt, an dessen Spitze Kaufmann stand. Zwischenzeitlich wurde unter ihm auch das Kuldschagebiet (heute Gulja oder Yining, Teil des Uigurischen Autonomen Gebiets Xinjiang) eingenommen, welches jedoch 1881 an China zurückgegeben werden musste.
Konstantin Petrowitsch von Kaufmann starb am 4.jul. / 16. Mai 1882greg. in Taschkent.
Im Dezember 1873 wurde er zum Ehrenmitglied der Russischen Akademie der Wissenschaften in St. Petersburg ernannt. Von 1871 bis 1928 hieß nach Konstantin von Kaufmann der später als Pik Lenin bekannte höchste Gipfel der Trans-Alai-Kette im Pamir Pik Kaufmann bzw. Kaufmann-Spitze.

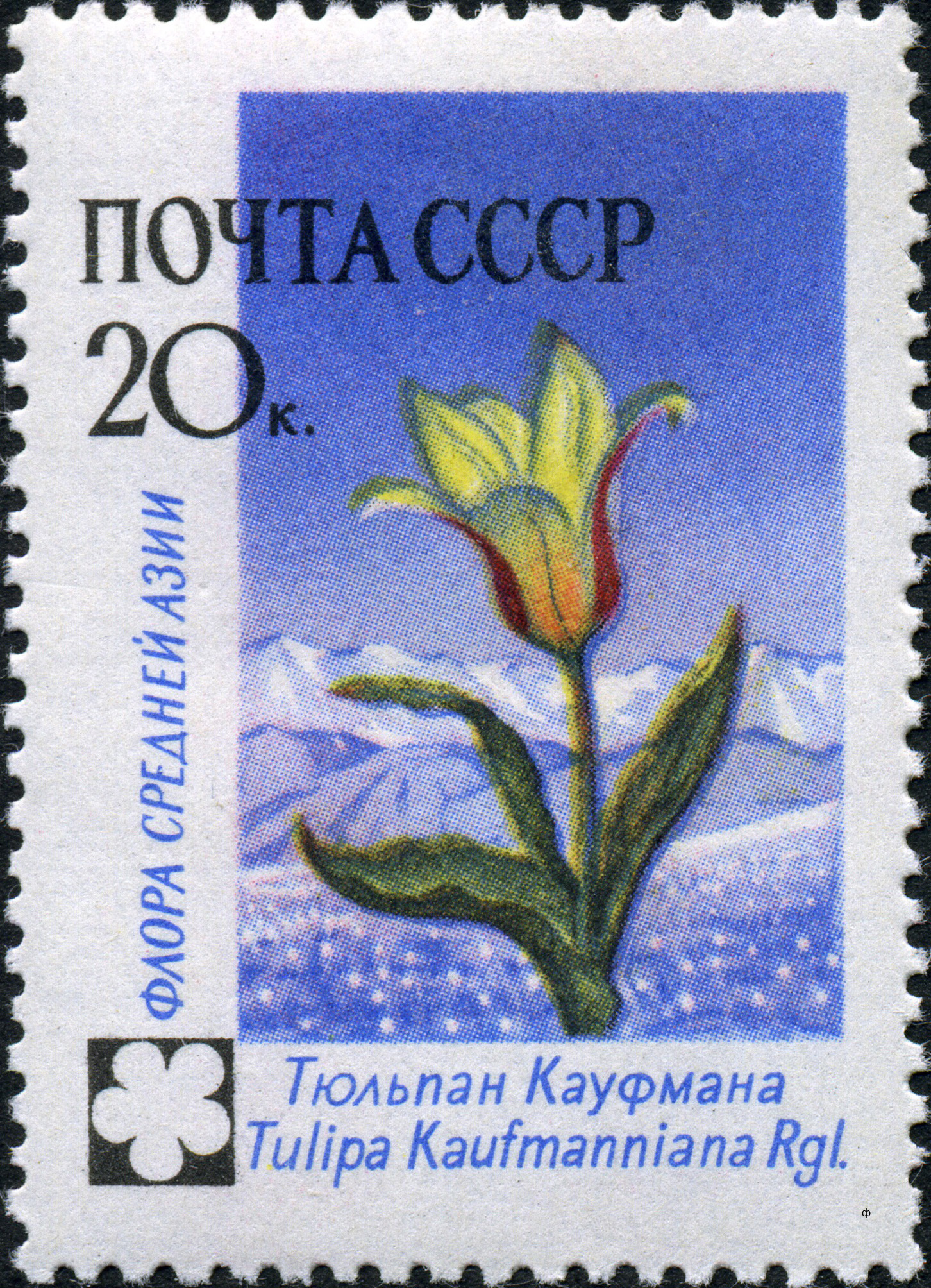
Briefmarke mit der Seerosen-Tulpe

## Ehrungen
Eduard von Regel benannte 1877 nach ihm die Seerosen-Tulpe als Tulipa kaufmanniana.